# Liste der Kulturdenkmäler in Wehrda
Die folgende Liste enthält die in der Denkmaltopographie ausgewiesenen Kulturdenkmäler auf dem Gebiet des Ortsteils Wehrda der  Stadt Marburg, Landkreis Marburg-Biedenkopf, Hessen.
Hinweis: Die Reihenfolge der Denkmäler in dieser Liste orientiert sich an der Anschrift, alternativ ist sie auch nach der Bezeichnung oder der Bauzeit sortierbar.
Kulturdenkmäler werden fortlaufend im Denkmalverzeichnis des Landes Hessen durch das Landesamt für Denkmalpflege Hessen auf Basis des Hessischen Denkmalschutzgesetzes (HDSchG) geführt. Die Schutzwürdigkeit eines Kulturdenkmals hängt nicht von der Eintragung in das Denkmalverzeichnis des Landes Hessen oder der Veröffentlichung in der Denkmaltopographie ab.

## Kulturdenkmäler
| Bild                                    | Bezeichnung                        | Lage | Beschreibung                                              | Bauzeit            | Objekt-Nr. |
| --------------------------------------- | ---------------------------------- | --- | --------------------------------------------------------- | ------------------ | ---------- |
| Bild gesucht BW                         | Gesamtanlage historischer Ortskern | Am Born; Am Schulhof; Am Wichtel; An der Martinskirche; Cölber Straße; Dreihäusergasse; Friedhofsweg; Goßfeldener Straße; Im Hain; Lärchenweg; Mengelsgasse; Rosengarten; Waldweg; Wehrdaer Straße; Zur Kaute Lage |                                                           |                    |            |
| Direkt Bild zu diesem Denkmal hochladen | Gesamtanlage Wehrdaer Straße       | Wehrdaer Straße |                                                           |                    |            |
| Direkt Bild zu diesem Denkmal hochladen | Streckhof                          | Am Born 2/Waldweg 3A Flur: 11, Flurstück: 61/1, 62, 63/1 |                                                           | 19. Jh.            |            |
| weitere Bilder                          | St. Martin                         | An der Martinskirche 3 LageFlur: 11, Flurstück: 34/1 | Evangelische Pfarrkirche                                  | 1855               |            |
| weitere Bilder                          | Denkmal                            | An der Martinskirche 3 LageFlur: 11, Flurstück: 34/1 | Ehrenmal für gefallene Bürger Wehrdas im Ersten Weltkrieg | 20. Jh.            |            |
| Bild gesucht BW                         | Hofanlage                          | Dreihäusergasse 3 LageFlur: 11, Flurstück: 55 |                                                           | 19. Jh.            |            |
| Bild gesucht BW                         | Hofanlage                          | Friedhofsweg 2 LageFlur: 10, Flurstück: 74/1 |                                                           | 19. Jh.            |            |
| Bild gesucht BW                         | Hakenhof                           | Friedhofsweg 3 LageFlur: 11, Flurstück: 20/1 |                                                           | 1788               |            |
| Bild gesucht BW                         | Hofanlage und Gewölbekeller        | Goßfeldener Straße 3 LageFlur: 10, Flurstück: 79/1 |                                                           | 18. Jh.            |            |
| Federzeichnung von Otto Ubbelohde       | Ehem. Wehrdaer Mühle               | Goßfeldener Straße 16 LageFlur: 10, Flurstück: 17/1 |                                                           | Ersterwähnung 1299 |            |
| weitere Bilder                          | Katholische St.-Martins-Kirche     | Im Loh 20 LageFlur: 12, Flurstück: 30/24, 30/39 |                                                           | 1967/68            |            |
| Bild gesucht BW                         | Ehem. landgräflicher Freihof       | Lärchenweg 1 LageFlur: 11, Flurstück: 41/1 |                                                           | Ersterwähnung 1374 |            |
| Bild gesucht BW                         | Wohnhaus                           | Lärchenweg 4 LageFlur: 11, Flurstück: 32 |                                                           | 19. Jh.            |            |
| Bild gesucht BW                         | Hofanlage                          | Lärchenweg 5 LageFlur: 11, Flurstück: 107/44 |                                                           | 19./20. Jh.        |            |
| Bild gesucht BW                         | Wohnhaus                           | Lärchenweg 7/Oberweg 1 LageFlur: 11, Flurstück: 47 |                                                           | 1838               |            |
| Direkt Bild zu diesem Denkmal hochladen | Hofanlage                          | Mengelsgasse 2 Flur: 10, Flurstück: 72 |                                                           | 19. Jh.            |            |
| Direkt Bild zu diesem Denkmal hochladen | Wohnhaus                           | Mengelsgasse 6 Flur: 11, Flurstück: 28/5, 28/5 |                                                           | 1740               |            |
| Direkt Bild zu diesem Denkmal hochladen | Wohnhaus                           | Rosengarten 4 Flur: 9, Flurstück: 17/1 |                                                           | Um 1700            |            |
| Direkt Bild zu diesem Denkmal hochladen | Wohnhaus                           | Rosengarten 13 Flur: 10, Flurstück: 66 |                                                           | 19. Jh.            |            |
| Direkt Bild zu diesem Denkmal hochladen | Wohnhaus                           | Waldweg 5 Flur: 11, Flurstück: 54/5 |                                                           | 19. Jh.            |            |
| Direkt Bild zu diesem Denkmal hochladen | Wohnhaus                           | Wehrdaer Straße 54 Flur: 7, Flurstück: 58/3 |                                                           | 20. Jh.            |            |
| Direkt Bild zu diesem Denkmal hochladen | Wohnhaus, Wäscherei 54             | Wehrdaer Straße 82/84 Flur: 9, Flurstück: 49/8 |                                                           |                    |            |
| Direkt Bild zu diesem Denkmal hochladen | Hofanlage                          | Wehrdaer Straße 155 Flur: 10, Flurstück: 71 |                                                           | 1818               |            |
| Direkt Bild zu diesem Denkmal hochladen | Streckhof                          | Wehrdaer Straße 159 Flur: 10, Flurstück: 69 |                                                           | Um 1800            |            |
| Direkt Bild zu diesem Denkmal hochladen | Wohnhaus, Scheune                  | Wehrdaer Straße 161 Flur: 10, Flurstück: 77/1 |                                                           | 1817               |            |
| Direkt Bild zu diesem Denkmal hochladen | Hofanlage                          | Zur Kaute 2 Flur: 10, Flurstück: 67/2, 67/4 |                                                           | 19. Jh.            |            |
| Direkt Bild zu diesem Denkmal hochladen | Marienhäuschen                     | Außerhalb der Ortslage 1 Flur: 13, Flurstück: 1/17 |                                                           | 19. Jh.            |            |
| weitere Bilder                          | Ruine Weißenstein                  | Außerhalb der Ortslage 2 LageFlur: 3, Flurstück: 11 | Ruine einer Höhenburg                                     | 10./11. Jh.        |            |